# Passiflora antioquiensis
Passiflora antioquiensis je biljka iz porodice Passifloraceae. Domovina joj je Kolumbija. Ime je dobila prema kolumbijskom departmanu Antioquiji gdje su ju skupljači našli. Prvi ju je opisao njemački botaničar Gustav Karl Wilhelm Hermann Karsten 1859. godine.
Sinonimi za ovu biljku su:
- P. van–volxemii (Hook.) Triana & Planch.
- Tacsonia van-volxemii Hook.

## Vanjske poveznice
|  | Zajednički poslužitelj ima još gradiva o temi Passiflora antioquiensis |
|  | Wikivrste imaju podatke o taksonu Passiflora antioquiensis             |